# Локтівська сільська рада
Ло́ктівська сільська рада (рос. Локтевский сельский совет) — сільське поселення у складі Локтівського району Алтайського краю Росії.
Адміністративний центр та єдиний населений пункт — село Локоть.

## Населення
Населення — 1002 особи (2019; 1193 в 2010, 1461 у 2002).